# حسين أمانات
حسین أمانات (بالفارسية: حسین امانت)، (طهران 1942 - ..) وهو مهندس معماري يحمل الجنسيتين الإيرانية والكندية. عُرِف بأنه المعماري الذي صمم برج آزادي بطهران. ومصمم ضريح الباب في حيفا. هو بهائي.

## ممارسته للمهنة

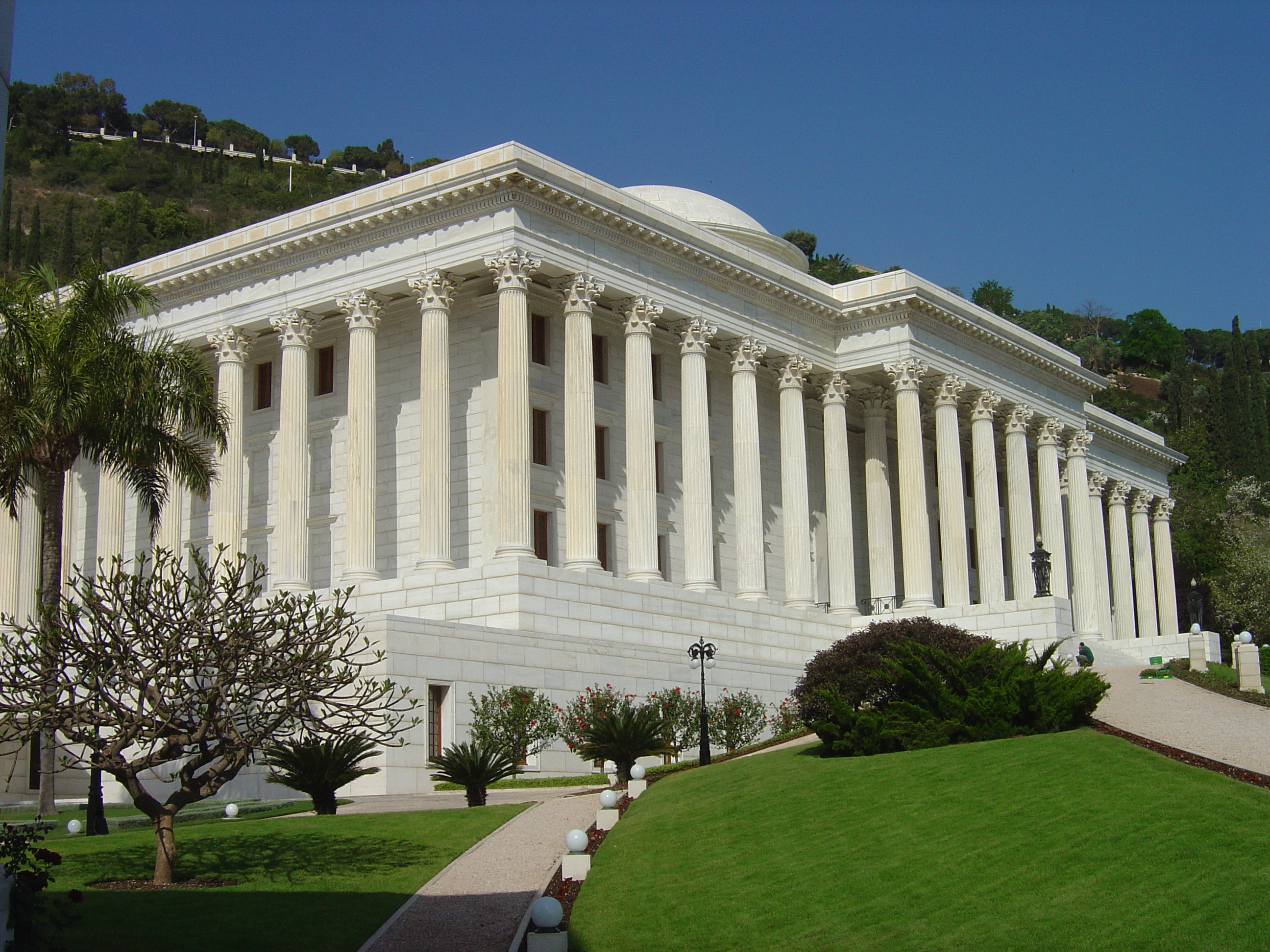
بيت العدل الأعظم بحيفا.

بعد تخرجه من جامعة طهران؛ حصل حسين أمانات على منافسة تم طرحها على الصعيد الوطني في عام 1966 لتصميم برج شاه ياد، والذي تم إعادة تسميته لبرج آزادي. وهذا هو أول مشروع معماري يؤدى إلى خلق فرصة لبعض المشاريع الإيرانية الأكثر تميزاً للظهور بدلاً من الرجوع إلى العمارة الفارسية التقليدية. من بينها؛ المباني الأولية لجامعة شريف للتكنولوجيا في طهران إيران،  ، مركز التراث الفارسي، كلية إدارة الأعمال في جامعة طهران، والسفارة الإيرانية في بكين، الصين.
منذ انتقاله إلى  كندا في عام 1980، هدف حسين أمانات، وهو نفسه المعتنق البهائية، في بناء المباني الإدارية الثلاث على طراز قوس البهائية. وذلك في حيفا، وبيت العبادة البهائية في ساموا، ] مكتبة جيانج لجامعة سيشوان، ومكتبة الوسائط لمعهد الإذاعة ببكين. وقال انه صمم المراكز الدينية والثقافية للعقيدة البهائية بالقرب من دالاس وسياتل وواشنطن العاصمة، والشقق مولتيفميلي عدة في سانتا مونيكا، كاليفورنيا. والمباني متعددة الاستخدامات الشاهقة في سان دييغو، كاليفورنيا، برنابي.

## الجوائز
- 2001، حصل على جائزة المعهد الأمريكي للخرسانة.
- 1995، حصل على الامتياز في تصميم المباني، والرخام من المسابقة اليونانية.
- 1985، جائزة تاكر للتميز المعماري.
- 1971م، ميدالية الفنون من وزارة التعليم الإيرانية.
- 1975، ميدالية الشاه رضا بهلوي للتصميم.

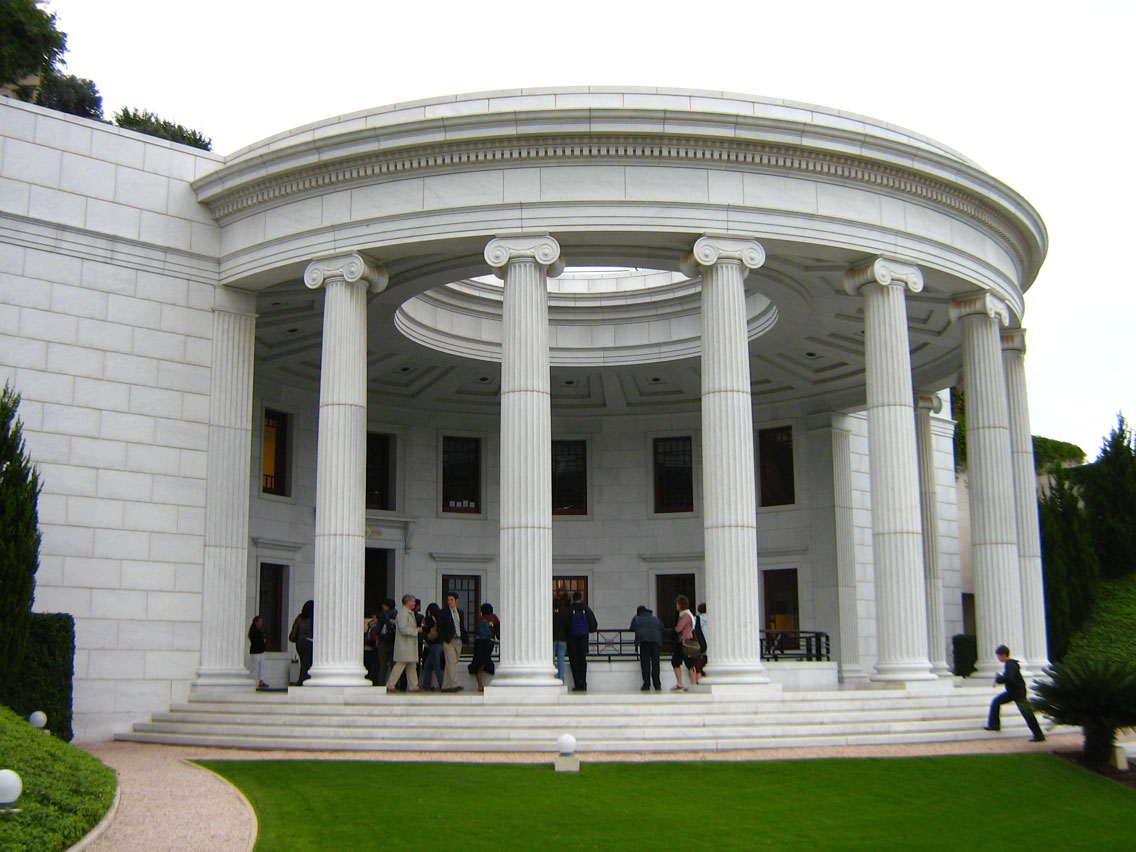
مركز لدراسة النصوص المقدسة
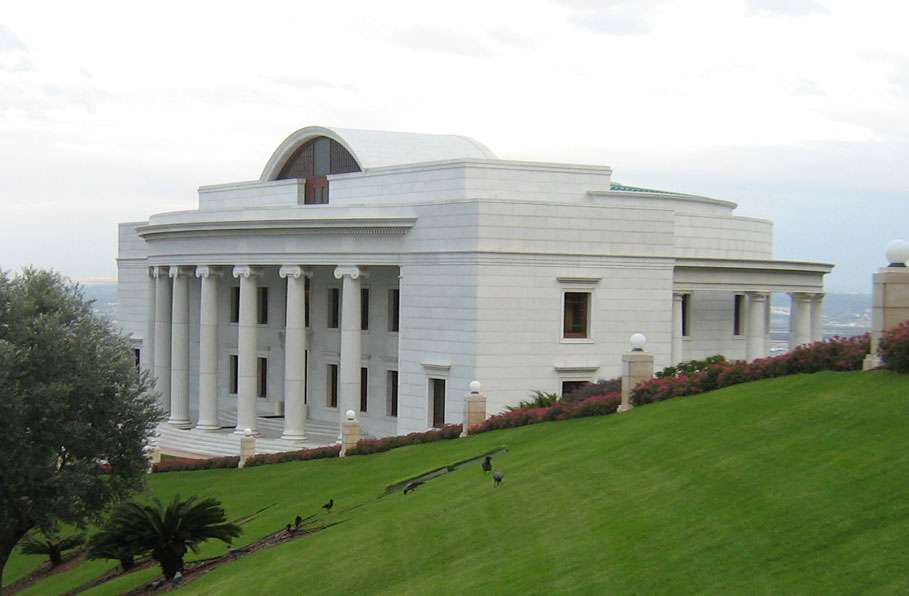
مجلس مركز التعليم العالمي
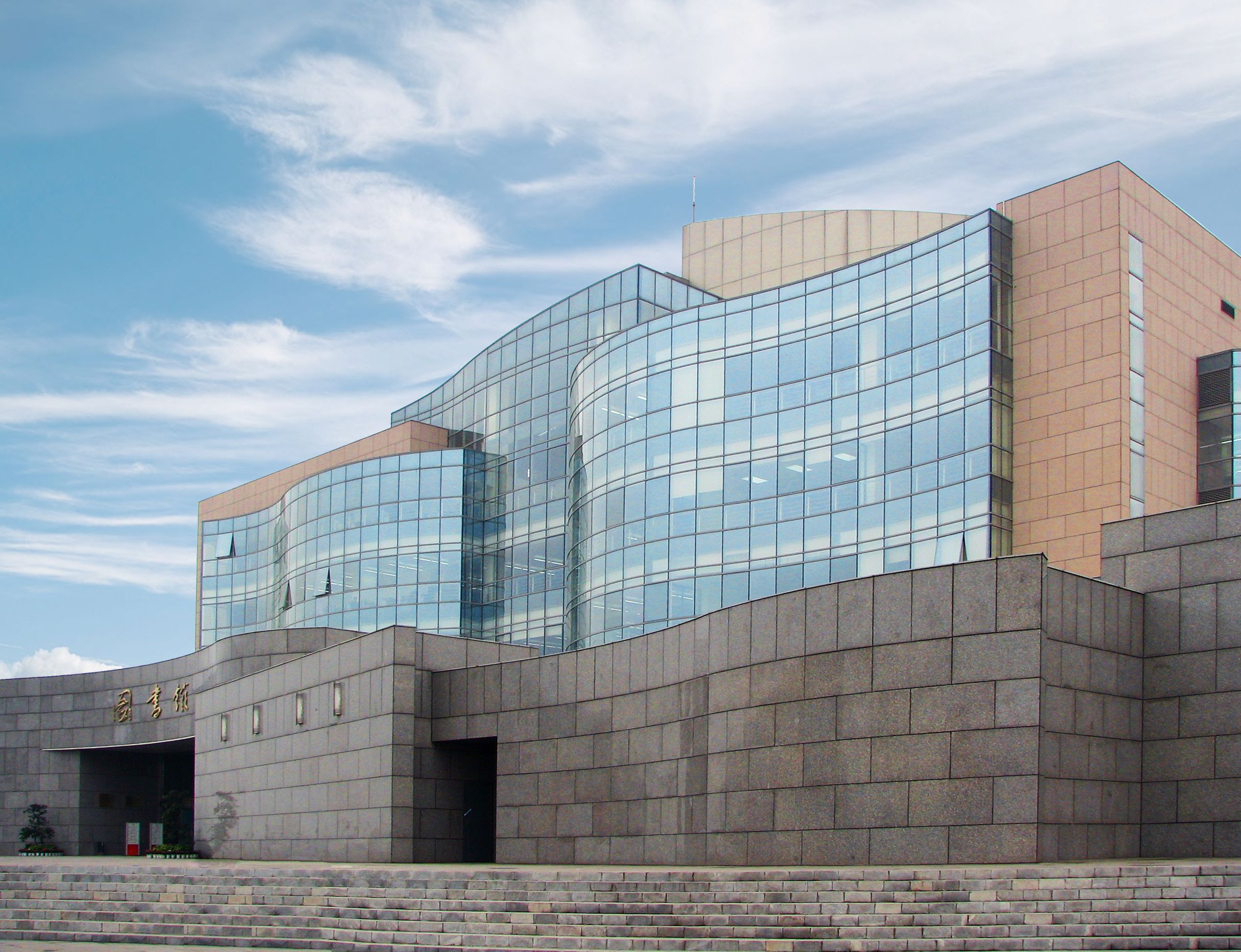
مكتبة شيانج بسيشوان، الصين
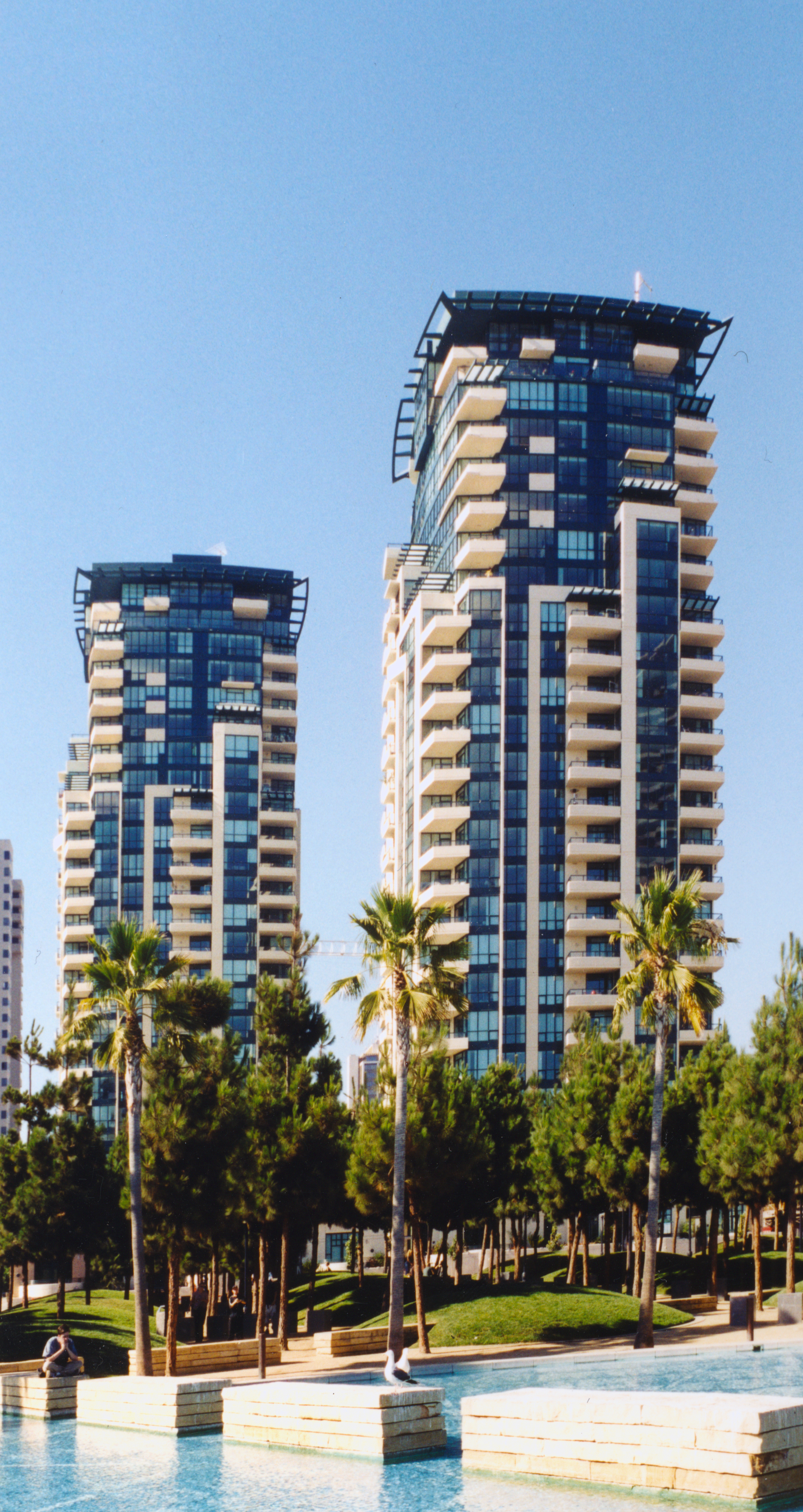
برج الأفق السكني، سان دييجو، كاليفورنيا
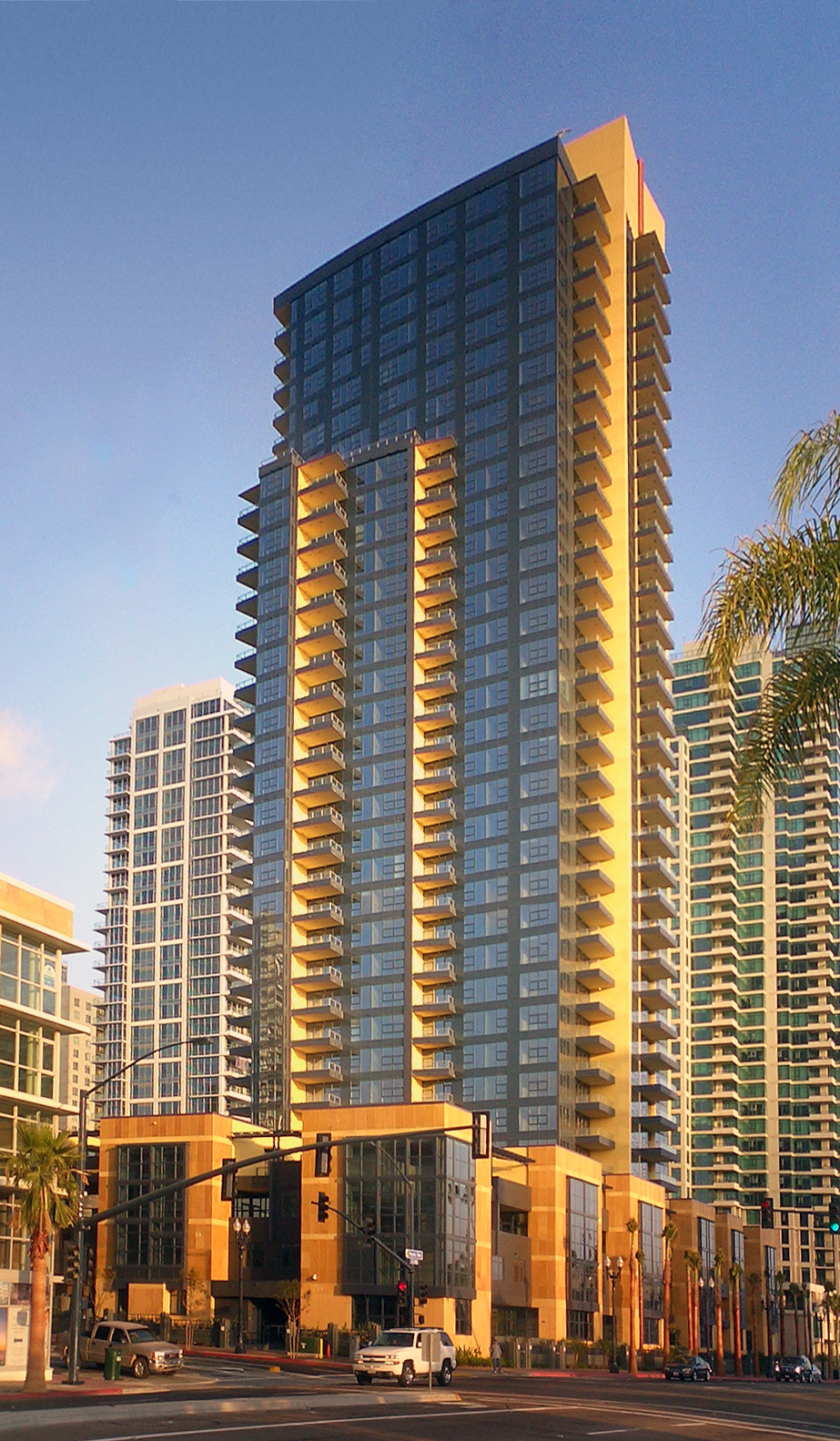
برج بايسايد السكني، سان دييجو،كاليفورنيا